# Schizonycha squamosetosa
Schizonycha squamosetosa är en skalbaggsart som beskrevs av Moser 1921. Schizonycha squamosetosa ingår i släktet Schizonycha och familjen Melolonthidae. Inga underarter finns listade i Catalogue of Life.